# Margarete von Ravensberg-Berg

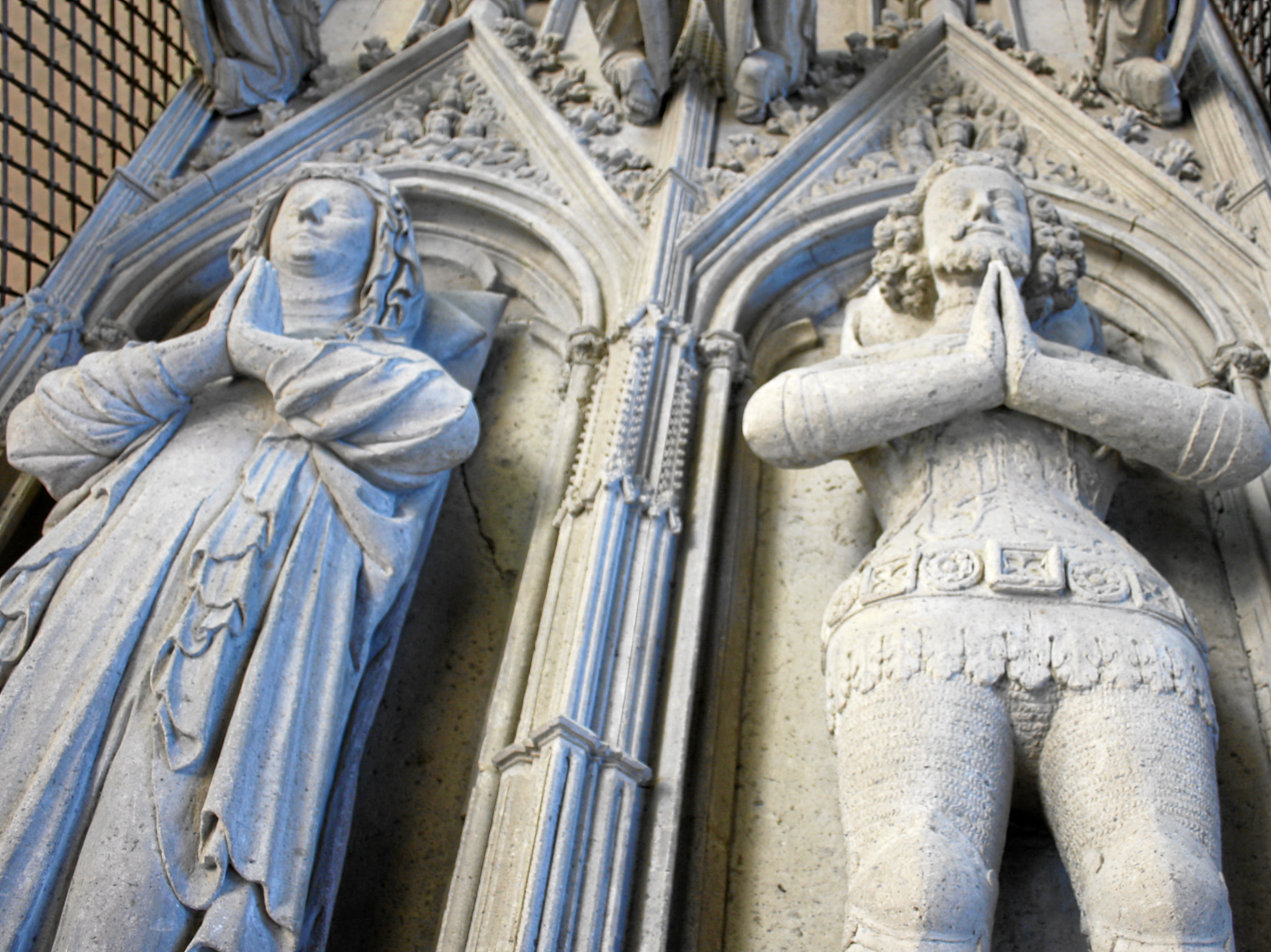
Grabmal Margaretes und ihres Gemahls Gerhard im Altenberger Dom

Margarete von Ravensberg-Berg (* um 1320; † 19. Februar 1389) war als Tochter des Grafen Otto IV. von Ravensberg und der Margarete von Berg-Windeck Erbin der Grafschaften Berg und Ravensberg. 1338 heiratete sie Gerhard, Sohn des Grafen Wilhelm V. von Jülich. Gerhard wurde infolgedessen 1346/48 Graf von Ravensberg und Berg und begründete hier mit Margarete eine Nebenlinie des Hauses Jülich.
Aus der Ehe gingen drei Kinder hervor: Wilhelm, Elisabeth und Margarete.
Sie ist mit ihrem Gatten an exponierter Stelle im Altenberger Dom beigesetzt, wo sich ihr prächtiger Doppelepitaph erhalten hat. In Düsseldorf ist die Margaretenstraße nach ihr benannt.

## Belege
1. ↑  Deutsche Biographie

| Personendaten    | Personendaten                                      |
| ---------------- | -------------------------------------------------- |
| NAME             | Margarete von Ravensberg-Berg                      |
| KURZBESCHREIBUNG | Erbprinzessin der Grafschaften Berg und Ravensberg |
| GEBURTSDATUM     | um 1320                                            |
| STERBEDATUM      | 19. Februar 1384                                   |